# Vibeke Woldbye
Vibeke Beate Bording Woldbye (født  Bording Drucker 11. december 1932 i København, død 20. august 2015) var en dansk kunsthistoriker.
Hun var datter af læge, dr.med. Paul Drucker (død 1971) og hustru Elsebet født Bording (død 1970), blev student fra Sortedam Gymnasium 1951, mag.art. i kunsthistorie fra Københavns Universitet 1961 og har været museumsinspektør ved Kunstindustrimuseet fra 1962 til 2000. Hun var direktør for Boligministeriets samlinger på Kronborg 1981-95 og medlem af bestyrelsen for Kunstindustrimuseet 1992-96. Hun har især forsket i tekstilers kunst- og kulturhistorie.
Woldbye har modtaget C.L. Davids Fødselsdagslegat, Ole Haslunds Legat og i 2002 Museumsdirektør Eigil H. Brünniches Rejselegat. 9. maj 2000 blev hun Ridder af Dannebrog.
Woldbye har været medredaktør af Museumsmagasinet 1981-89, sekretær for Selskabet for Kunstvidenskab 1966-70 og for Skandinavisk Museumsforbund 1971-79 (medlem af bestyrelsen 1970-85), medlem af Kronborgudvalget 1982-94, censor i kunsthistorie ved Københavns Universitet 1982-85, medlem af bestyrelsen for ICOMs Applied Arts Committee 1987-89, af juryen for International Textile Competition i Kyoto 1987 og 1989 og medlem af priskomiteen for Torsten och Wanja Söderbergs Pris 1994-2000.
Hun blev gift 17. februar 1956 med fotografen Ole Woldbye, som døde i 2003.